# Susan Philipsz

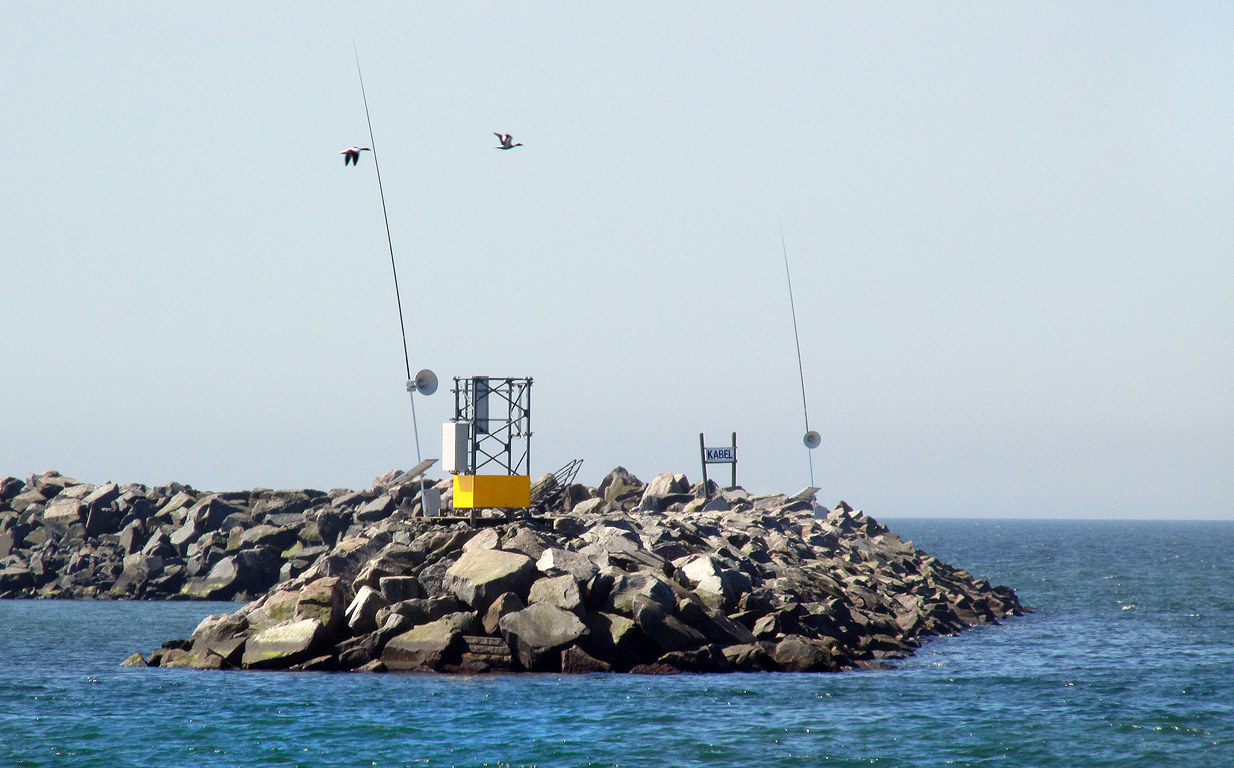
The loudspeakers on the west breakwater at the entrance to Ystad harbor, for Susan Philipsz's sound installation "The Distant Sound"

Susan Philipsz (* 1965 in Glasgow) ist eine schottische Klangkünstlerin, die in Berlin lebt und arbeitet.

## Leben und Werk
Susan Philipsz hat von 1989 bis 1993 am Duncan of Jordanstone College of Art and Design in Dundee Bildhauerei studiert. Sie schloss ihr Studium an der University of Ulster in Nordirland mit dem Master ab.

„Susan Philipsz´ künstlerisches Material ist der Klang; sie gestaltet Räume mithilfe von Aufnahmen ihrer eigenen Stimme, A-cappella-Gesang oder instrumentalen Kompositionen, um evokative Lautskulpturen zu schaffen, die in einem gegebenen Umfeld widerklingen. Ihr Interesse gilt dem Wechselspiel zwischen Klang und Architektur, den psychologischen Wirkungen von Liedern und ihrer Fähigkeit, unmittelbare Gefühle und Erinnerungen wachzurufen und dadurch unsere Raumwahrnehmung zu beeinflussen.“

## Das verlorene Spiegelbild
„Schöne Nacht, du Liebesnacht, o stille mein Verlangen ...“, beginnt der deutsche Text der Barcarole, die den 4. Akt der Oper Hoffmanns Erzählungen von Jacques Offenbach eröffnet. Für die Klanginstallation „Das verlorene Spiegelbild“ (2007) hat Susan Philipsz beide Stimmen gesungen. Sowohl die der venezianischen Kurtisane Giulietta als auch die ihres Verehrers Hoffmann, der ihr als Zeichen seiner Liebe sein Spiegelbild schenkt. Der echoartige Wechselgesang von flüchtiger Liebe und Leidenschaft erklingt aus Lautsprechern, die auf beiden Seiten unter der Torminbrücke in Münster angebracht sind.

## Lowlands
2010 gewann Susan Philipsz mit der 3-Kanal-Klanginstallation „Lowlands“ den Turnerpreis. Sie singt darin parallel drei verschiedene Versionen des traditionellen schottischen Seefahrerlieds „Lowlands Away“. Erst im Refrain verschmelzen die Versionen zu einem einheitlichen Klangerlebnis.

## Part File Score
2014 bespielte Susan Philipsz die mit zwölf Stahlbögen versehene Historische Halle des ehemaligen Hamburger Bahnhofs in Berlin. Ausgehend von drei filmmusikalischen Kompositionen Hanns Eislers entwickelte Susan Philipsz eine 24-Kanal-Sound-Installation. Aus je zwölf Lautsprechern an den Bögen erklingen die Töne. Philipsz hat die Stücke von Musikern live einspielen lassen: reduziert auf eine Violine, ein Cello, eine Trompete und ein Klavier. Verschiedene Noten sind ausgelassen worden. Jeder Ton ist einem Lautsprecher zugeordnet. Ertönt ein Stück, wandert sein Klang durch die gesamte Halle. Mal wirkt es wie Frage und Antwort, mal erwecken Pausen den Anschein, als würde sich die Musik im Raum verlieren.
12 großformatige Grafiken an den Wänden zeigen Partituren von Eisler (1898–1962), überlagert von Auszügen aus FBI-Akten. Aufgrund seiner jüdischen Herkunft und seiner kommunistischen Überzeugung ging Eisler zwischen 1930 und 1940 unter anderem ins amerikanische Exil. Ein Leben zwischen Abreise und Ankunft. Protokolliert wurde in den FBI-Akten sein Alltag. Sein Reisepass ist zu sehen und auch wann er New York besuchte. Viele Passagen sind geschwärzt. Diese Lücken korrespondieren visuell mit den ausgelassenen Noten der Komposition.

## Ausstellungen (Auswahl)

### Einzelausstellungen
- 2021Susan Philipsz - The Calling. Eine Klanginstallation für das Viktoriabad. Kunstmuseum Bonn
- 2018 Susan Philipsz – Voices Heldenplatz Wien
- 2016 Susan Philipsz – Returning Kunstverein Hannover
- 2016 Susan Philipsz – Night and Fog Kunsthaus Bregenz
- 2014 Hamburger Bahnhof – Museum für Gegenwart, Berlin
- 2013 Susan Philipsz–The Missing String K20 und K21, Düsseldorf
- 2011 Susan Philipsz–Seven Tears Ludwig Forum für Internationale Kunst, Aachen
- 2010 Susan Philipsz Kunst Halle Sankt Gallen, St. Gallen
- 2009 Susan Philipsz. Hazte ver / Appear to Me Museo Reina Sofía, Madrid

### Gruppenausstellungen
- 2014 Manifesta 10 Kurator: Kasper König, Eremitage (Sankt Petersburg), Sankt Petersburg
- 2014 Bielefeld Contemporary: Zeitgenössische Kunst aus Bielefelder Privatsammlungen Bielefelder Kunstverein, Bielefeld
- 2013 Soundings: A Contemporary Score Museum of Modern Art, New York City
- 2012 Study for Strings dOCUMENTA (13), Hauptbahnhof, Kassel
- 2010 29. Biennale von São Paulo, São Paulo
- 2008 16th Biennale of Sydney Sydney
- 2008 Carnegie International, Pittsburgh
- 2007 The Lost Reflection / Das verlorene Spiegelbild, Skulptur.Projekte, Münster
- 2006 4. Berlin Biennale, Berlin
- 2004 Space to Face Westfälischer Kunstverein, Münster
- 2001 Loop MoMA PS1, New York City
- 1999 Melbourne International Biennial 1999, Melbourne

## Auszeichnungen
- 2013 Order of the British Empire[7]
- 2010 Turner Prize[8]